# 中国马先蒿
中国马先蒿（学名：Pedicularis chinensis）是列当科马先蒿属的植物，是中国的特有植物。分布在中国大陆的青海、河北、甘肃、山西等地，生长于海拔1,700米至2,900米的地区，见于高山草地中，目前尚未由人工引种栽培。

## 异名
- Pedicularis chinensis Maxim. f. erubescens Tsoong